# Squire Whipple
Squire Whipple (16 de septiembre de 1804 - 15 de marzo de 1888) fue un ingeniero civil estadounidense. Especializado en el cálculo de estructuras de celosía de hierro, patentó sus diseños, con los que se construyeron numerosos puentes en su país.

## Semblanza
Whipple nació en Hardwick (Massachusetts) en 1804. Su familia se mudó a Nueva York cuando él tenía trece años. Recibió su educación secundaria en la Academia Fairfield, en Herkimer (Nueva York), y se graduó en el Union College de Nueva York después de solo un año. Se le conoce como el padre de la construcción de puentes de hierro en Estados Unidos.
Murió el 15 de marzo de 1888 en su casa en Albany, y fue enterrado en el cementerio rural de Albany, en Menands (Nueva York).

## Puentes

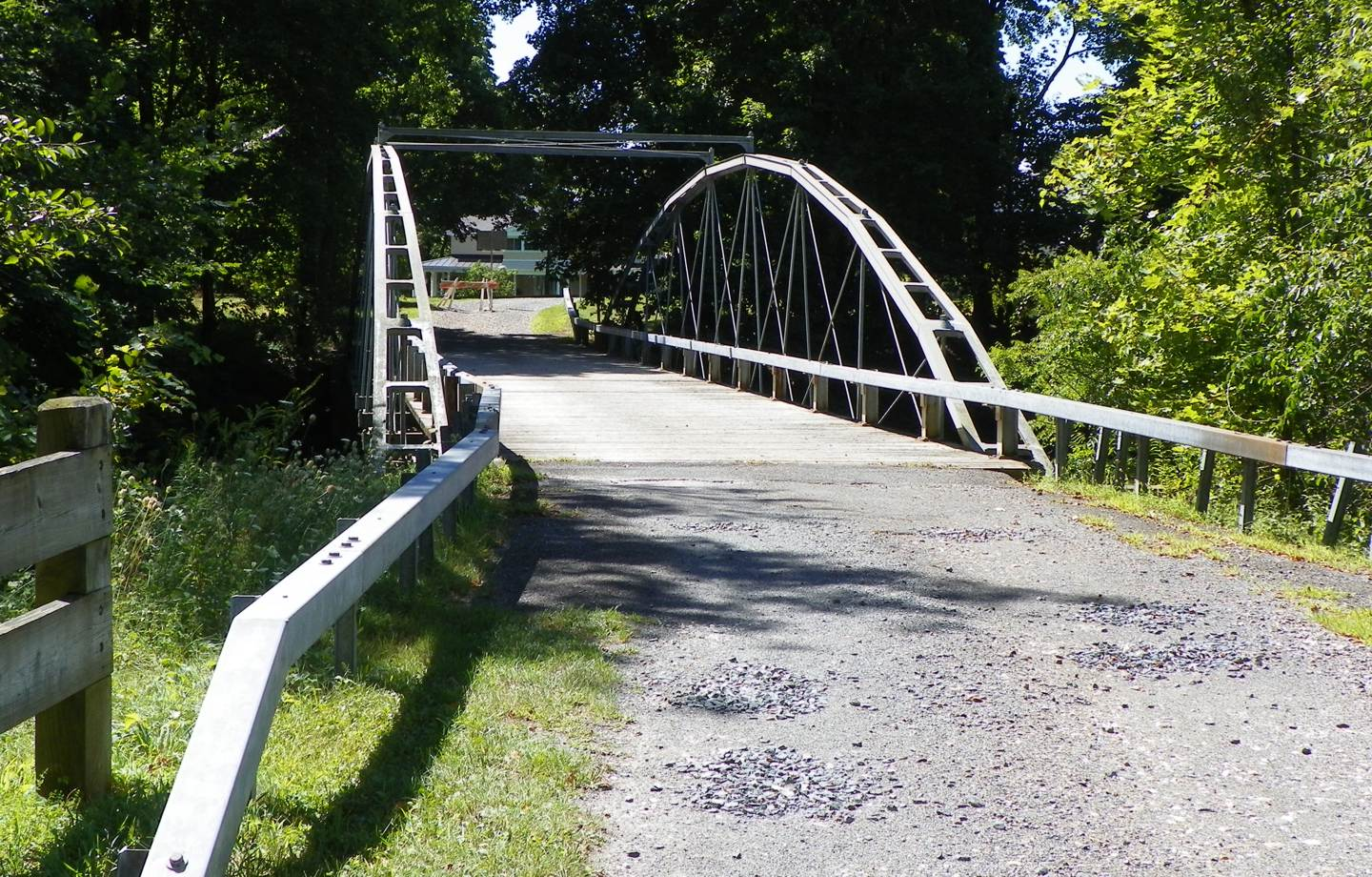
Puente de arco tesado Whipple, construido entre 1867 y 1869 sobre el Normans Kill en Albany

Construido por S. DeGraff de Syracuse (Nueva York) entre 1867 y 1869, el puente de arco tesado Whipple sobre Normans Kill en Albany, Nueva York, es un ejemplo muy bien conservado de puente de celosía Whipple, que todavía se utiliza sin necesidad de una limitación especial del peso que puede soportar. La autopista de peaje de Delaware pasó por el puente hasta 1929, cuando se construyó una nueva estructura para la avenida Delaware sobre Norman's Kill mucho más alto, más largo y más ancho. El puente Whipple original todavía se conserva, aunque está cerrado al tráfico de vehículos desde enero de 1990.
Sus diseños patentados se emplearon en numerosos puentes, tanto vigas de celosía como puentes de arco tesado prefabricados, que se convirtieron en el diseño estándar para los cruces del canal de Erie. Su diseño estaba basado en el uso de una mezcla económica de hierro forjado para los elementos a tración y de fundición de hierro para los elementos a compresión. Otro arco de este tipo es el puente Shaw, el único puente de arco tesado Whipple que se conserva en su ubicación original, y a la vez la única estructura gemela de su tipo, "una estructura de gran importancia para la historia de la ingeniería y la tecnología del transporte estadounidenses". Hay al menos otros cuatro arcos tesados Whipple en el centro del estado de Nueva York y otro en Newark, Ohio.

## Patentes

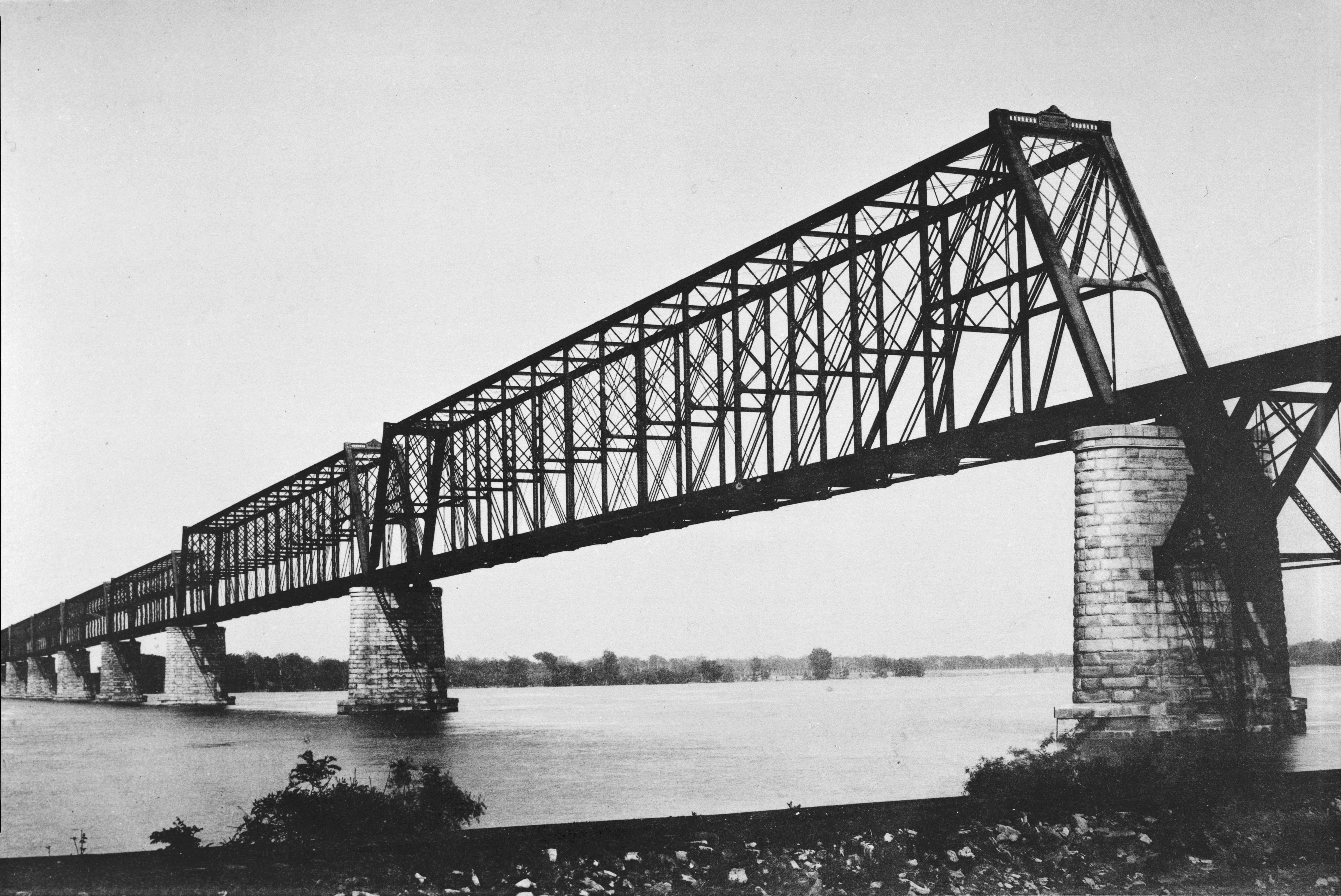
Completado tras la muerte de Whipple, el puente ferroviario de Cairo (Illinois) incluyó dos vigas de celosía Whipple de 518 ft de luz, las mayores de su clase construidas hasta entonces.

- Patente USPTO n.º 2064 - Puente de hierro de viga de celosía tesado (1841)
- Patente USPTO n.º 134338 – Izado de un puente levadizo

## Puentes
- Puente de arco tesado Whipple
- Puente Shaw
- Puente ferroviario de Cairo

## Publicaciones
- Una obra sobre la construcción de puentes: consta de dos ensayos, uno elemental y general, el otro con planos originales y detalles prácticos para puentes de hierro y de madera  (1847)
- Un tratado elemental y práctico sobre la construcción de puentes (1899)